# Vélhop
Vélhop est le service de location de vélos mis en place par l'Eurométropole de Strasbourg. Inauguré le 23 septembre 2010 par Roland Ries, le maire de Strasbourg, le service offre de la location courte durée (une heure, un jour, une semaine) et longue durée (un à douze mois).
La mise en place du système s'inscrit dans une politique visant à favoriser les modes de déplacement alternatifs à l'automobile. C'est pourquoi, d'ici 2025, l'eurométropole espère faire doubler la part d'utilisation du vélo dans l'agglomération. En mai 2017, la ville disposait plus de 6 000 Vél'Hop en circulation, de 20 000 arceaux de stationnement et de 600 kilomètres de pistes cyclables. Ainsi en 2015, la métropole se présente comme la capitale du vélo en France puisque 16 % des habitants utilisent ce véhicule quotidiennement et est la 4e ville la plus cyclable au monde.
Le Vélhop est exploité par Strasbourg Mobilités, société détenue à 70 % par la Compagnie des transports strasbourgeois (CTS), la société anonyme d’économie mixte qui gère le réseau de transports en commun de la ville.

## Système
Le système de location retenu à Strasbourg se distingue sur plusieurs aspects des autres modèles habituels de mise à disposition de bicyclettes par une collectivité. D'une part, le service n'est pas couplé avec le marché publicitaire comme c'est généralement le cas pour les systèmes gérés par JCDecaux ou Clear Channel, par exemple. D'autre part, le Vélhop n'est pas un service de vélos en libre-service car il ne permet pas de trajets occasionnels d'une station à une autre (« trace directe » ou  « one way »). Selon la Communauté urbaine, cette formule n'a pas été retenue à cause de son coût plus important pour le contribuable (4 000 € contre 1 000 € par vélo et par an pour le système choisi) et pour ne pas concurrencer ceux qui possèdent déjà un vélo en propre. Ainsi, l'usager doit toujours ramener son vélo à son point de location de départ. Autre particularité du Vélhop : il combine, dans un même système, la location en boutique et par stations automatiques. Les deux types de points de location utilisent toutefois des modèles de vélo différents.
La technologie des vélos et des infrastructures du système est basée sur les produits développés par Smoove, start up montpelliéraine spécialisée dans la gestion des parcs de vélos en libre-service.
Près de 1 852 Vélhops étaient en circulation à la fin 2010. Mi-2012, ce chiffre est porté à 4 000. 1000 vélos supplémentaires sont commandés et livrés entre juin et septembre 2013.
À terme, la ville envisage la mise en service de vélos électriques, et envisage les biporteurs et triporteurs,. Durant l'été 2013, 15 vélos électriques, un vélo cargo et 10 tandems ont été rajoutés au parc Vél'Hop tout d'abord en test gratuit, puis à la location dès décembre.
Fin 2014, plus de 4 800 Vélhops sont disponibles dont 525 en stations automatiques, le reste en boutiques.
En mai 2017, la ville disposait plus de 6 000 Vél'Hop en circulation, en augmentation, pour tenter de répondre à une forte demande de la part des clients, à la suite du succès du service depuis son lancement.
En 2023, le service change d'opérateur pour Nextbike.

## Points de location

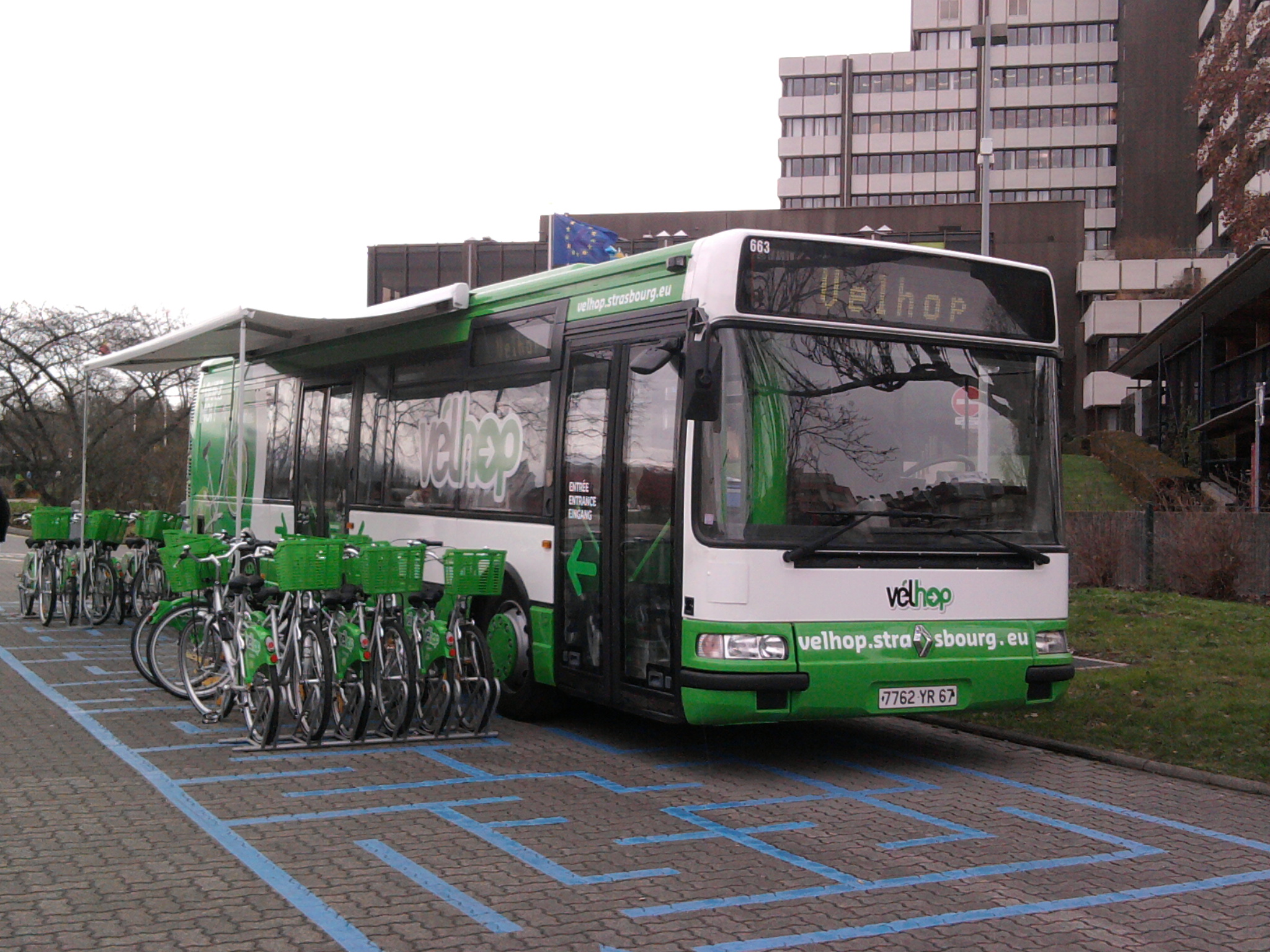
Le bus Vélhop

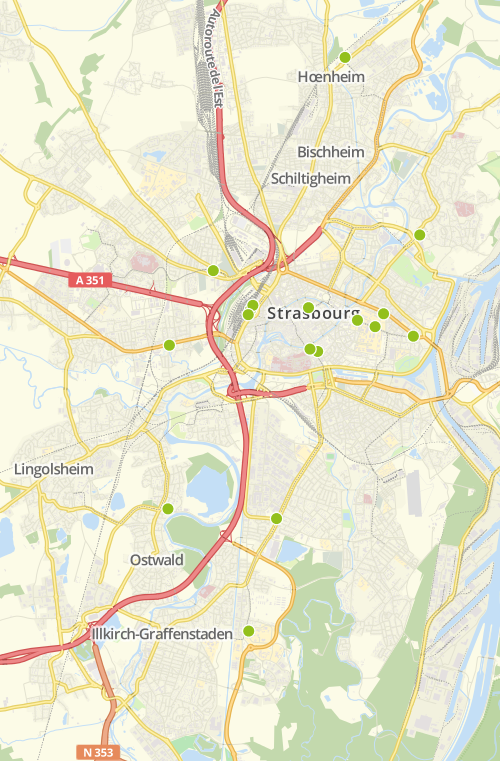
Emplacement des stations Vélhop

Le service Vélhop comprend des boutiques « humanisées » (avec personnel), des stations automatiques et des points de location combinant boutique et automates. Tandis que les boutiques sont ouvertes uniquement en journée, les stations automatiques le sont 24 heures sur 24.
Au 27 juillet 2017, sont en service,, :
- 5 boutiques Vélhop à Strasbourg (à la gare, dans le centre-ville, sur le Campus central, à Koenigshoffen et à Schiltigheim[19])
- 20 stations automatiques (dont 16 à Strasbourg, une à Ostwald, une à la gare de Hœnheim, une à Schiltigheim et une sur le Campus d'Illkirch)

Une station pourrait également être implantée à Kehl, en Allemagne. En parallèle, un bus spécialement aménagé fait le tour des communes de la CUS pour faire la promotion du service.

## Autres loueurs de vélos
- Arkabike
- Esprit cycles
- One City Bike
- Zilok

## Fréquentation
À l'occasion du premier anniversaire du Vélhop fin septembre 2011, la Communauté urbaine annonce que plus de 300 000 journées de location ont été comptabilisées en un an. Environ 30 % des locations se font auprès des stations automatiques.
En 2023, le service compte environ 5000 locations journalières.

## Surfréquentation
Depuis 2014, la collectivité fait face un phénomène qui augmente le temps d'attente pour de louer un Vél'Hop. Les véhicules sont utilisés sur une longue durée, empêchant le renouvellement de la clientèle qui permettait d'inciter les gens à acheter leur vélo. Selon Jean-Baptiste Gernet, l'adjoint au maire chargé des mobilités alternatives, « l'objectif du service est de mettre le plus de personnes possibles sur un vélo, notamment ceux qui n’en avaient pas l’habitude. Il est vrai que le service n’a pas été conçu pour que les personnes se servent d’un Vélhop pendant 3 ans, 5 ans, 10 ans de suite ».
Pour faire face à ce phénomène de surfréquentation, la durée de location a été réduite à[Quoi ?]

## Tarifs
Au 17 novembre 2023, les tarifs pour le vélo classique sont les suivants,, :
|               | Tarif en station automatique | Tarif en boutique (Tarif plein) | Tarif en boutique (Tarif Solidaire) |
| Tarif horaire | 1,20 € /h                    | Non disponible                  | Non disponible                      |
| 1 jour        | 7 €                          | 7 €                             | 3,50 €                              |
| 7 jours       | Non disponible               | 21 €                            | 10,50 €                             |
| 1 mois        | Non disponible               | 25 €                            | 12,50 €                             |
| 1 an          | Non disponible               | 108 €                           | 54 €                                |

Il existe aussi des formules par abonnements, cependant cela se passe uniquement en station :
|                         | Consommation | Abonnement et recharges | PassMobilité CTS                     |
| Tarif horaire           | 0,30 € /h    | 40 €/an40 €/an          | Compris dans le PassMobilité Liberté |
| 1 jour                  | 3 €          | 40 €/an40 €/an          | Compris dans le PassMobilité Liberté |
| Tarif horaire (Réduit)  | 0,15 €/h     | 10 €/an                 | Non disponible                       |
| 1 jour (Réduit)         | 1,50 €       | 20 €/an                 | Non disponible                       |
| Tarif plein (Illimité)  | Illimité     | 108 €/an                | Compris dans le PassMobilité Premium |
| Tarif réduit (Illimité) | Illimité     | 54 €/an                 | Non disponible                       |

Pour toutes les formules, un dépôt de garantie de 200 € est demandé et toute durée entamée est due. La durée maximale d’utilisation est 3 jours soit 72 heures consécutives, le vélo doit être ramené en station dans ce délai. Il existe aussi une location spéciale pour les entreprises qui sont exonérées du dépôt de garantie.
Un système de tarification augmentant progressivement pour l'abonnement annuel est mis en place à partir du 1er juillet 2016 pour encourager les usagers à acheter leur propre vélo.

## Galerie

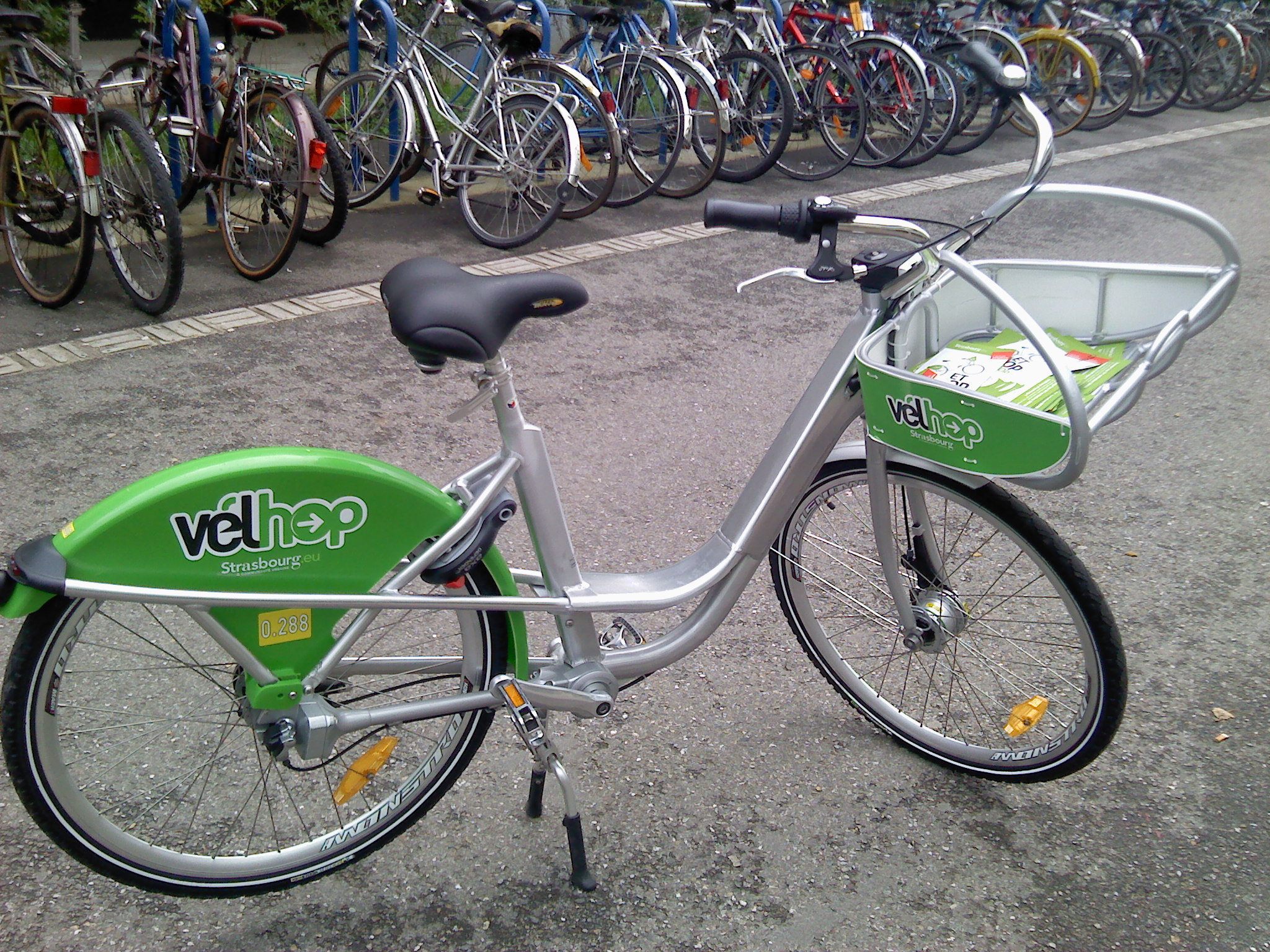
L'ancien modèle présent dans les stations automatiques.
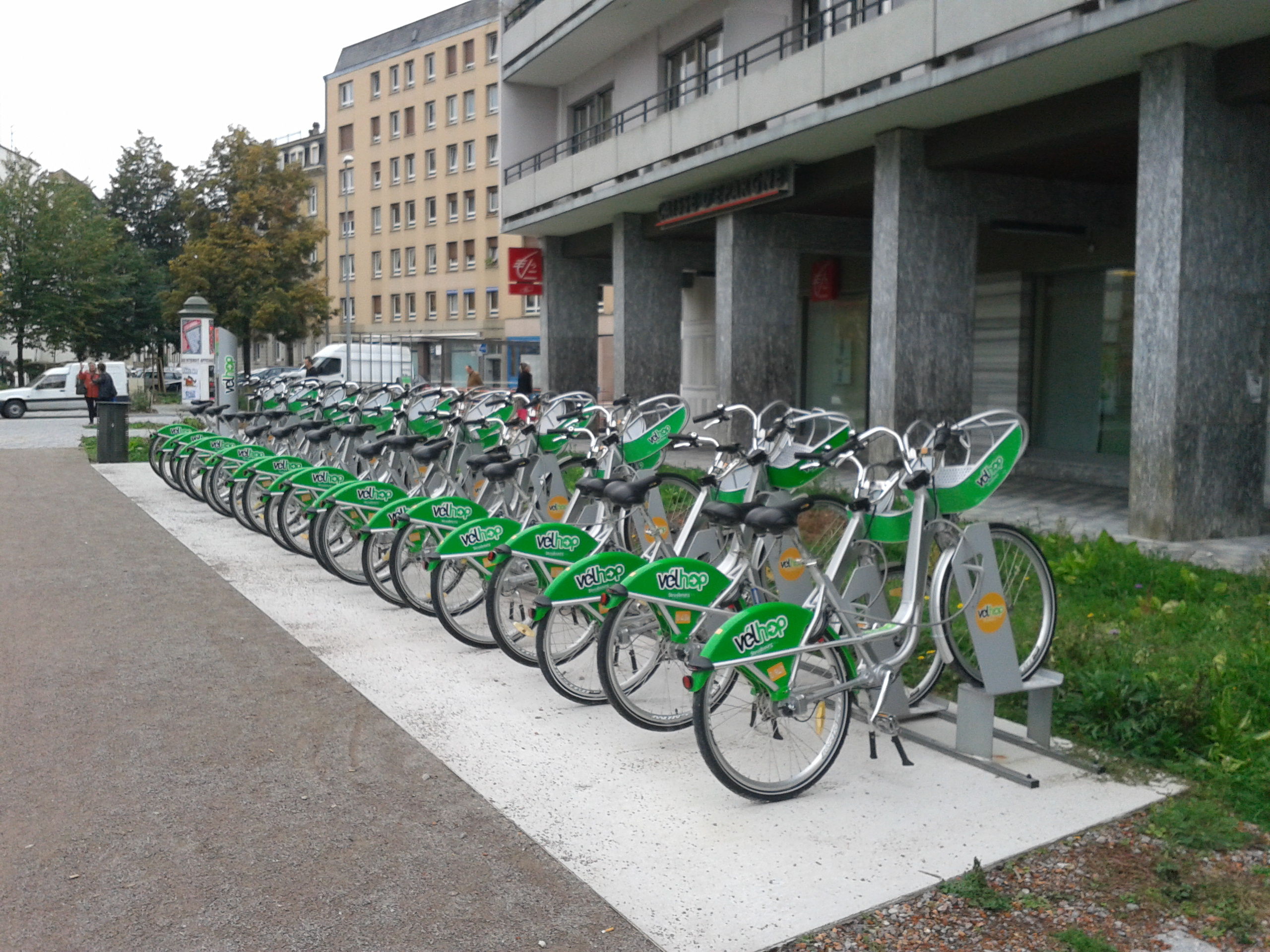
Ancienne station automatique.
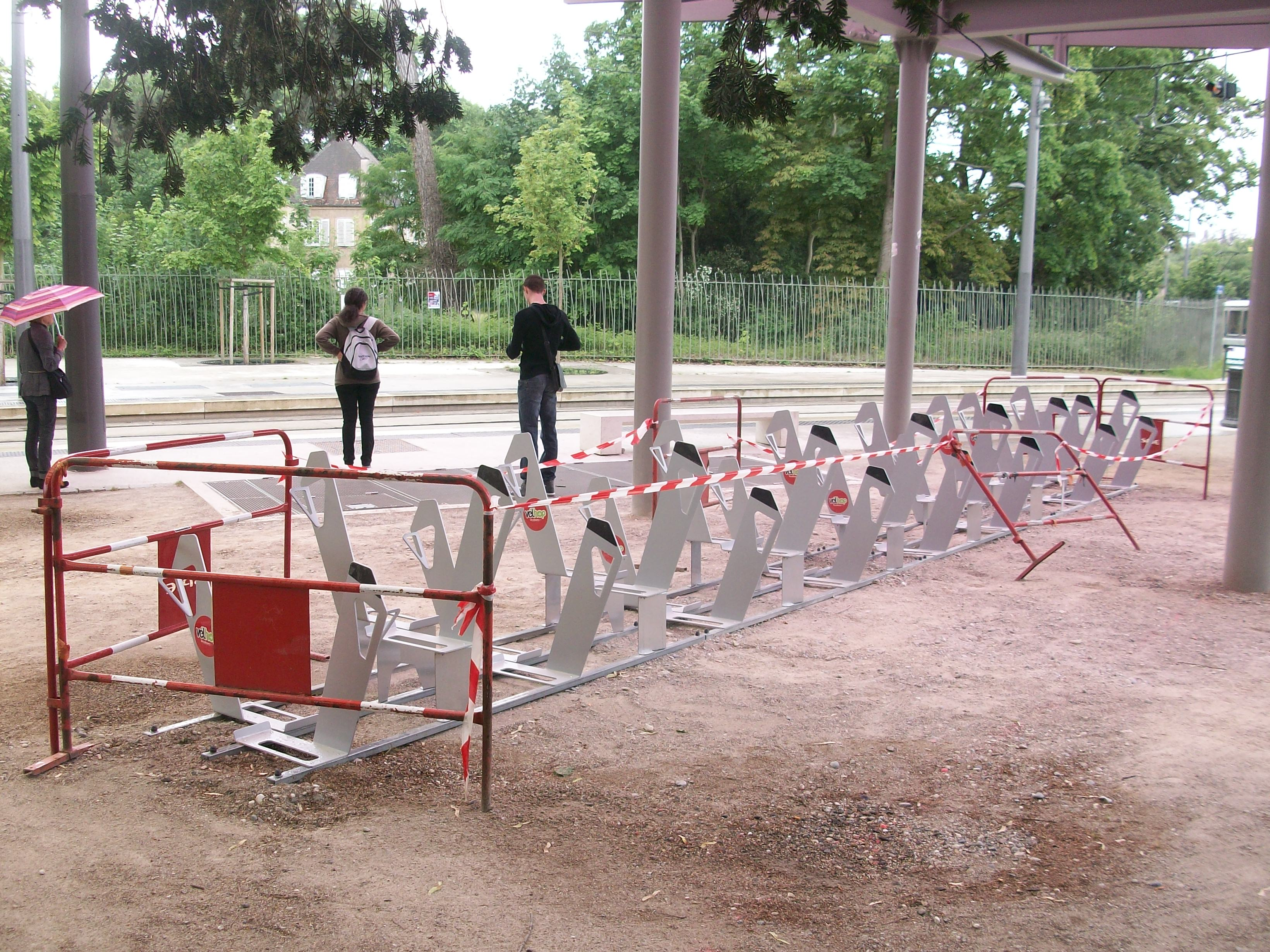
Station automatisée en cours d'installation.
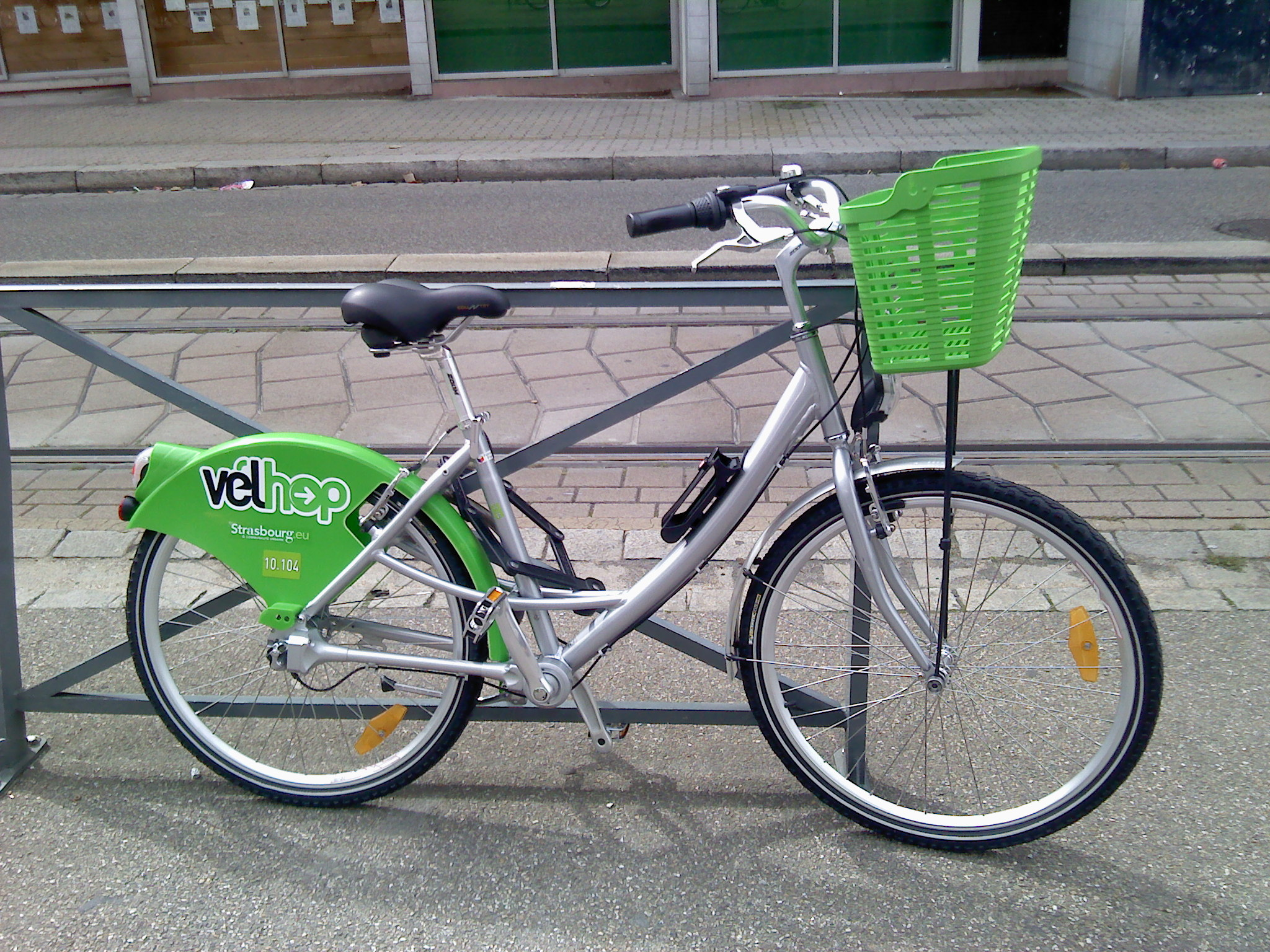
Le modèle présent dans les boutiques.
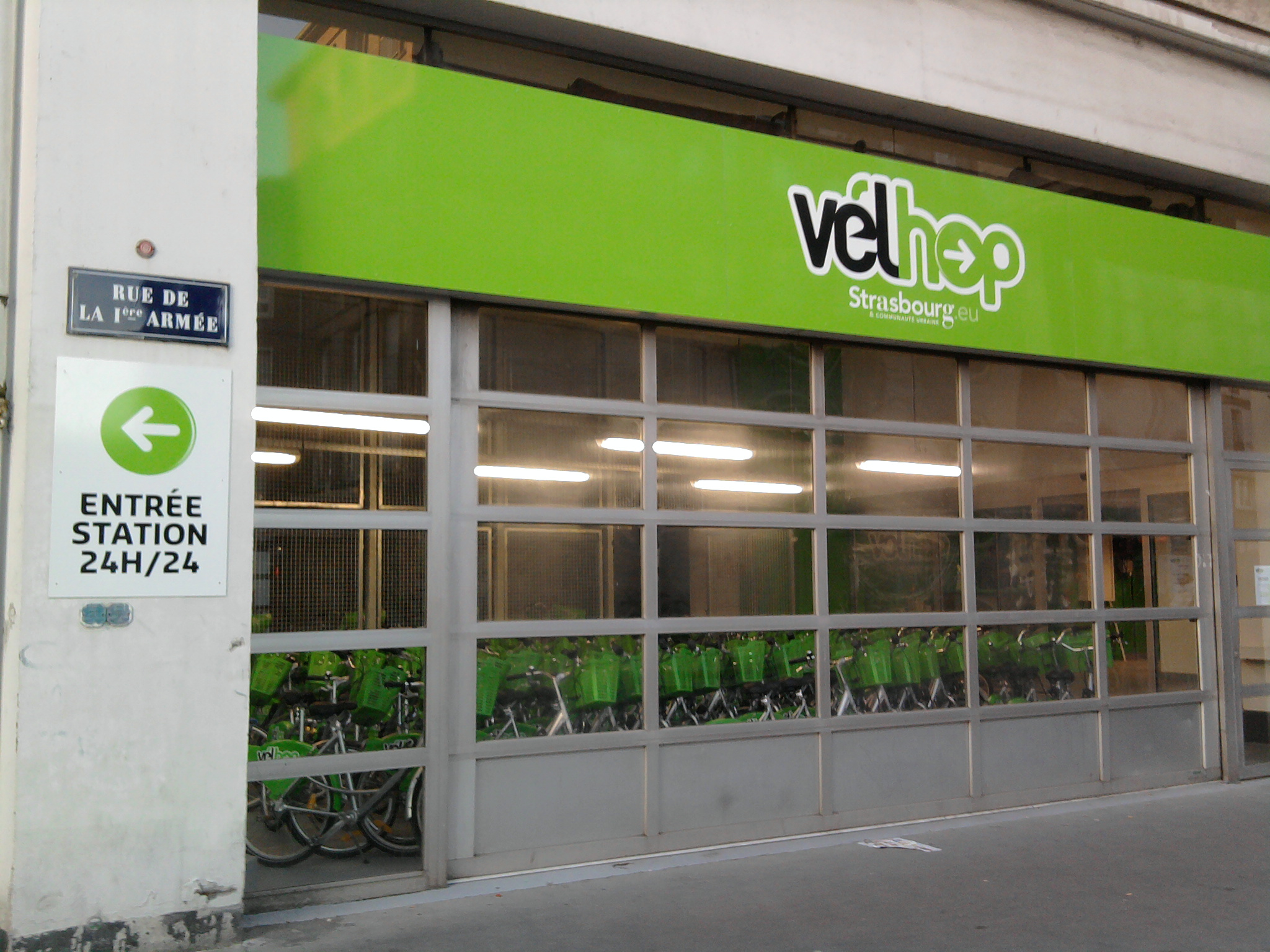
Boutique.
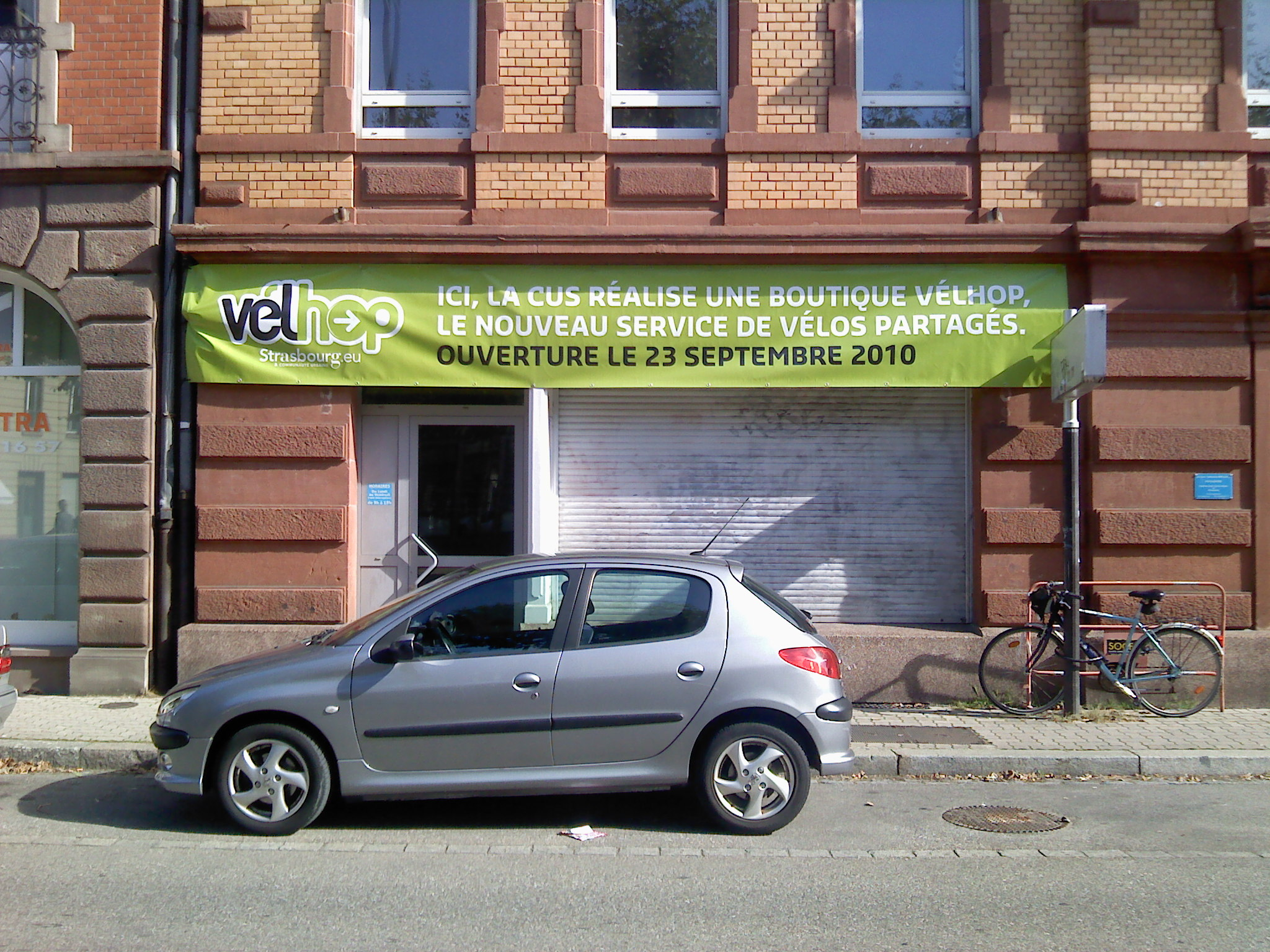
Boutique en chantier.